# Castillo Wulff
El Castillo Wulff o Wülff es una edificación ubicada en el borde costero de la ciudad de Viña del Mar, Región de Valparaíso, Chile, en la Avenida La Marina 37, entre la desembocadura del estero Marga Marga y el balneario Caleta Abarca. Desde 2005 alberga la sede de la Unidad de Patrimonio de la Municipalidad de Viña del Mar.
Fue construido entre 1905 y 1906, siendo modificado en 1920 y en 1946. El 20 de septiembre de 1995 fue declarado "Monumento Histórico Nacional" por el Ministerio de Educación.

## Historia

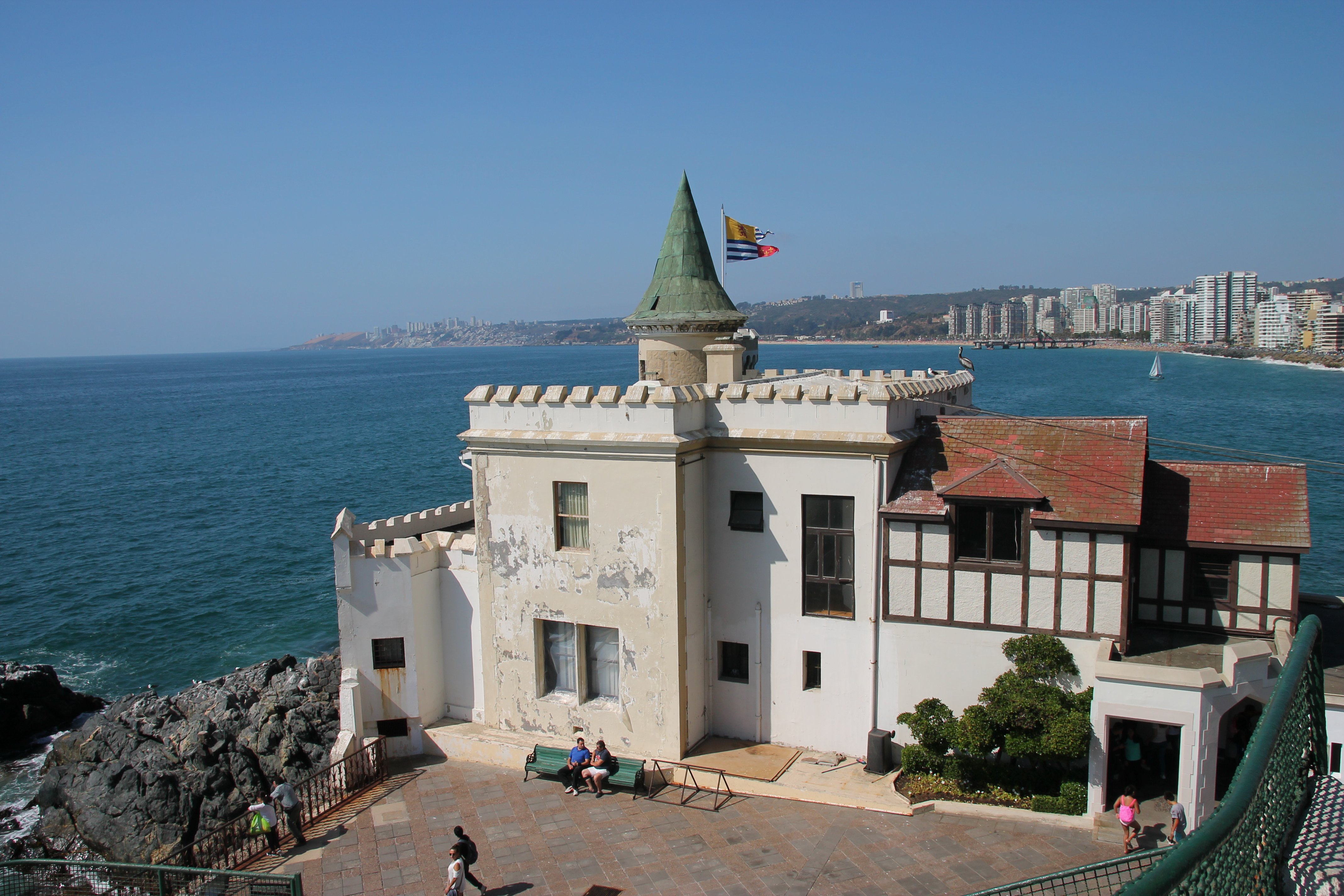
Castillo Wulff

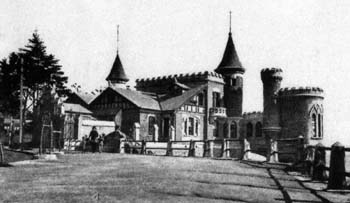
El Castillo Wulff en 1930.

Gustavo Wulff, hombre de negocios y filántropo de origen alemán que llegó a Chile en el año 1881, decidió comenzar la construcción de una residencia cerca del mar en la ciudad de Viña del Mar. Para esto, Wulff tuvo que solicitar una ley especial al Estado de Chile para poder edificar a orillas de la costa, petición que le fue concedida en 1904.
Con los terrenos adquiridos, la construcción comenzó en 1905 y concluyó en el año 1906. Esta construcción de dos pisos y de corte alemán-francés fue inspirada en una antigua mansión de Liechtenstein. Tenía fundaciones de piedra y estaba cubierto de madera. Además, poseía tres torres con dos grandes terrazas en cada una.
A fines de los años 1910, Wulff le encargó al arquitecto Alberto Cruz Montt la remodelación del edificio, en donde se cubrió de piedra. En 1920, se instaló un torreón circular que se conecta con el edificio principal a través de un puente de estilo medieval, además de que se ampliaron las ventanas.
A la muerte de Gustavo Wulff en 1946, la construcción pasó a manos de la señora Esperanza de Artaza Matta, quien modificó el Castillo quitándole dos de sus tres torres, ampliando la entrada principal y agregando una estructura de piedra de estilo inglés.
En 1959, la Ilustre Municipalidad de Viña del Mar lo adquirió y un año más tarde lo cedió a la Armada de Chile, para que en el funcionara el Museo Naval y Marítimo. Por razones de conservación de la colección, el Comandante en Jefe de la Armada, Almirante José Toribio Merino, dispuso el traslado del Museo al antiguo edificio de la Escuela Naval Arturo Prat de Valparaíso, en octubre de 1986.
El inmueble quedó desocupado hasta 1989, fecha en que fue dado en comodato a la DIBAM. En 1990, comenzó a funcionar en sus dependencias el Museo de la Cultura del Mar, que exhibía una colección de objetos y textos de Salvador Reyes. El 20 de septiembre de 1995 fue declarado "Monumento Histórico Nacional" por el Ministerio de Educación de Chile, mediante decreto N.º 530. El Museo de la Cultura del Mar funcionó en el lugar hasta 1999.
Permaneció deshabitado hasta 2001 cuando pasó a la Municipalidad de Viña del Mar, que instaló diversas oficinas y dependencias municipales. Desde el año 2005 se ubica en el Castillo la sede de la Unidad de Patrimonio de la Municipalidad de Viña del Mar y un centro de exposiciones. Ese mismo año, el Departamento de Prensa de Canal 13, lo utilizó para la Edición Central de Teletrece, donde se cubrió el Festival de Viña, que dicho Canal Televisivo, tenía los derechos de transmisión. Esto se repitió al año siguiente.